# Anthopleura artemisia
Anthopleura artemisia är en havsanemonart som först beskrevs av Pickering in Dana 1846.  Anthopleura artemisia ingår i släktet Anthopleura och familjen Actiniidae. Inga underarter finns listade i Catalogue of Life.